# Viggiano
Viggiano är en ort och kommun i provinsen Potenza i regionen Basilicata i Italien. Kommunen hade 3 347 invånare (2017).